# Clube Ferroviário de Nampula
El Clube Ferroviário de Nampula és un club de futbol de la ciutat de Nampula, Moçambic.

## Palmarès
- Lliga moçambiquesa de futbol:[2]
  - 2004

- Copa moçambiquesa de futbol:[3]
  - 2003